# 에드워드 찰스 티치마시
에드워드 찰스 티치마시(영어: Edward Charles Titchmarsh IPA: [ˈɛdwə(ɹ)d tʃɑ(ɹ)lz ˈtɪtʃmɑ(ɹ)ʃ], 1899~1963)는 영국의 수학자이다. 해석적 수론과 조화해석학에 공헌하였다.

## 생애
1899년 6월 1일 영국 버크셔주 뉴버리(영어: Newbury)에서 태어났다. 셰필드의 킹 에드워드 7세 스쿨(영어: King Edward VII School)을 졸업하였으며, 옥스퍼드 대학교 밸리얼 칼리지(영어: Balliol College)를 졸업하였다. 옥스퍼드에서 고드프리 해럴드 하디 밑에서 석사 학위를 수여받았다.
1932년에 옥스퍼드 대학교 새빌 기하학 석좌 교수(영어: Savilian Professor of Geometry)가 되었다. 1963년 1월 8일 옥스퍼드에서 사망하였다.